# Die Metropol-Vokalisten
Die Metropol-Vokalisten waren ein deutsches Gesangsquartett aus Berlin. Es wurde von dem Pianisten Kurt Bangert (1894–1948) gegründet. Weitere Mitglieder waren Wilfried Sommer (1. Tenor), Günther Leider (2. Tenor), Peter Purand (Bariton) und Richard Westmeyer (Bass).
Das Quartett nahm zwischen 1933 und 1956 über 550 Titel auf Schallplatte auf. Dabei arbeitete es mit den Tanzorchestern von Michael Jary, Lewis Ruth, Eugen Wolff, Billy Bartholomew, Adalbert Lutter, Heinz Huppertz, und anderen zusammen. Die Gruppe trat auch unter den Bezeichnungen Die Fünf Parodisters, Die Fünf Gloria Gesangs Gitarristen, Die Fünf Gloria Vokalisten, Die lustigen Fünflinge und als Die Gloria-Vokalisten auf. Zwischen 1933 und 1941 war das Ensemble an mindestens elf Spielfilmen beteiligt.

## Diskografie (Auswahl)
| - Irene - Schön sind die Fraun - Tausend Grüße, tausend Küsse - Es ist nicht gut, dass man als Mensch allein sei - Ich dachte, sie sind frei, Fräulein - Ich finde alle Frauen schön - Was nicht ist, kann noch werden - Die Juliska aus Budapest - Am Rio Negro - Ja, das Temp’rament - Es wär so schön, wenn wir heut bummeln gehn - Regentropfen (1935) - Die Sonnenuhr - Schöne Lisa, süße Lisa - Ja, wenn die Liebe - Kleines, süßes Mädel - Man lebt nur einmal in der Welt - Mir fehlt etwas - Ein Schiff fährt nach Shanghai - Tag und Nacht denk ich nur an Elisabeth | - Lieder, die uns der Zigeuner spielt - Die Welt ist schön, Herr Kapitän - Kleinigkeiten - Die verliebte Harmonika - Tante Jutta aus Kalkutta (Juni 1936) - Von Erfolg zu Erfolg - Der alte Seemann kann nachts nicht schlafen (1951) - Es war ein Mädchen und ein Matrose (1938) - In Hamburg, da bin ich gewesen (195?) - Kleine weiße Möwe (1951) - Nimm uns mit, Kapitän, auf die Reise (1951) - Pack’ die Badehose ein! (1951) - Penny Serenade (Das Pfennig-Lied) (1939) - So was Schönes machst du nie mit mir (195?) - Wenn der Tag zu Ende geht (1935) - Wer soll das bezahlen? (1949) - Der Fremdenlegionär, Odeon O-28084a mx. Be 14271 - Müde kehrt ein Wandersmann zurück, Odeon O-28084b mx. Be 14272 |

## Filmografie
- 1938: Verklungene Melodie